# فريدي فارغاس (لاعب كرة قدم)
فريدي فارغاس (بالإسبانية: Freddy Vargas) هو لاعب كرة قدم فنزويلي، ولد في 4 يناير 1999 في باركيسيميتو في فنزويلا. لعب مع ديبورتيفو لارا ونادي دالاس.

## وصلات خارجية
- فريدي فارغاس على موقع الدوري الأمريكي (الإنجليزية)
- فريدي فارغاس على موقع قاعدة بيانات كرة القدم.إي يو (الإنجليزية)
- فريدي فارغاس على موقع ناشيونال فوتبول تيمز (الإنجليزية)
- فريدي فارغاس على موقع Soccerway.com (الإنجليزية)
- فريدي فارغاس على موقع عالم كرة القدم.نت (الإنجليزية)